# Sciomesa biluma
Sciomesa biluma là một loài bướm đêm trong họ Noctuidae.